# Cầu Atlantic, Panamá
 Cây cầu thứ ba bắc qua Kênh đào Panama, được gọi là Cầu Đại Tây Dương, là cây cầu đường bộ đang được xây dựng ở Colón, Panama, sẽ bắc qua lối vào Đại Tây Dương đến kênh đào. Khi hoàn thành, nó sẽ là cây cầu thứ ba bắc qua Kênh đào Panama sau Cầu Châu Mỹ và Cầu trăm năm, cả hai bên bờ Thái Bình Dương của kênh đào.
Cây cầu được đề xuất là một trụ đôi, mặt phẳng đôi, dầm bê tông, cầu dây văng với nhịp chính 530 mét (1.740 ft) và hai bên dài 230 mét (750 ft). Cách tiếp cận về phía đông và phía tây là 1.074 mét (3.524 ft) và dài 756 mét (2.480 ft), tương ứng. Cây cầu được thiết kế bởi Công ty Xây dựng Truyền thông Trung Quốc (CCCC) bao gồm HPDI và Tập đoàn Louis Berger.

## Tuyến đường
Cây cầu là một phần của con đường kết nối địa phương (chưa được đặt tên) giữa Xa lộ Bolivar ở phía Đông và khu vực phía Tây chưa phát triển. Nó sẽ thay thế phà Panamal Canal gần đó. Đây là cây cầu duy nhất ở phía Bắc của Culebra Cut (Puente Centenario).

## Xây dựng
Ba tập đoàn đã được phê duyệt để đấu thầu xây dựng cây cầu: Acciona Infraesturationuras -Tradeco (Tây Ban Nha và Mexico), Odebrarou - Liên doanh Huyndai (Brazil và Hàn Quốc) và Dự án Vinci Construction Grands (Pháp). Đấu thầu đã được nhận vào tháng 8 năm 2012.
Vào tháng 10 năm 2012, Chính quyền Kênh đào Panama đã trao một hợp đồng cho công ty Vinci Construction của Pháp để xây dựng cây cầu thứ ba (vĩnh viễn), gần phía Đại Tây Dương, với giá chào bán 366 million đô la Mỹ. Vào thời điểm đó, cây cầu không có tên, nhưng cây cầu thứ ba và cây cầu bên Đại Tây Dương đã được sử dụng, cũng như cây cầu Đại Tây Dương.

Việc xây dựng cây cầu và cầu cạn, bắt đầu vào tháng 1 năm 2013, đã được lên kế hoạch mất ba năm rưỡi và dự kiến sẽ hoàn thành vào năm 2016. Nhịp chính của cây cầu đã được khóa (nối thành một nhịp) vào ngày 6 tháng 9 năm 2018. Kể từ tháng 11 năm 2018, cây cầu dự kiến hoàn thành trong năm 2019. 

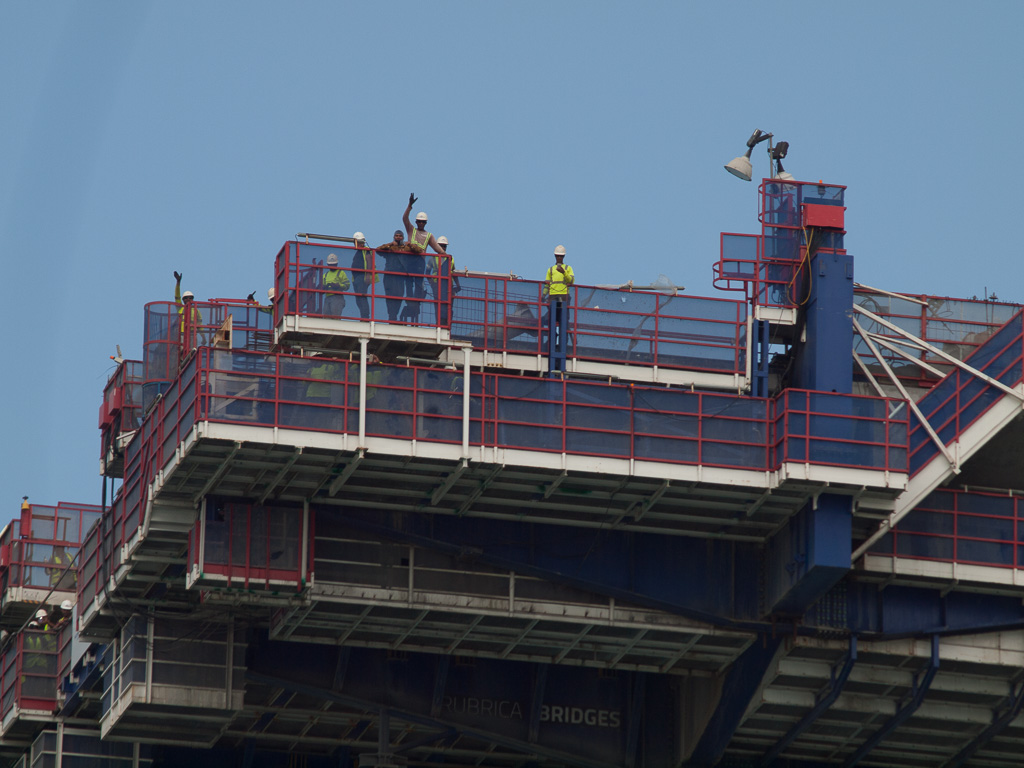
Công nhân xây dựng trên cầu Atlantic (ngày 1 tháng 2 năm 2018)
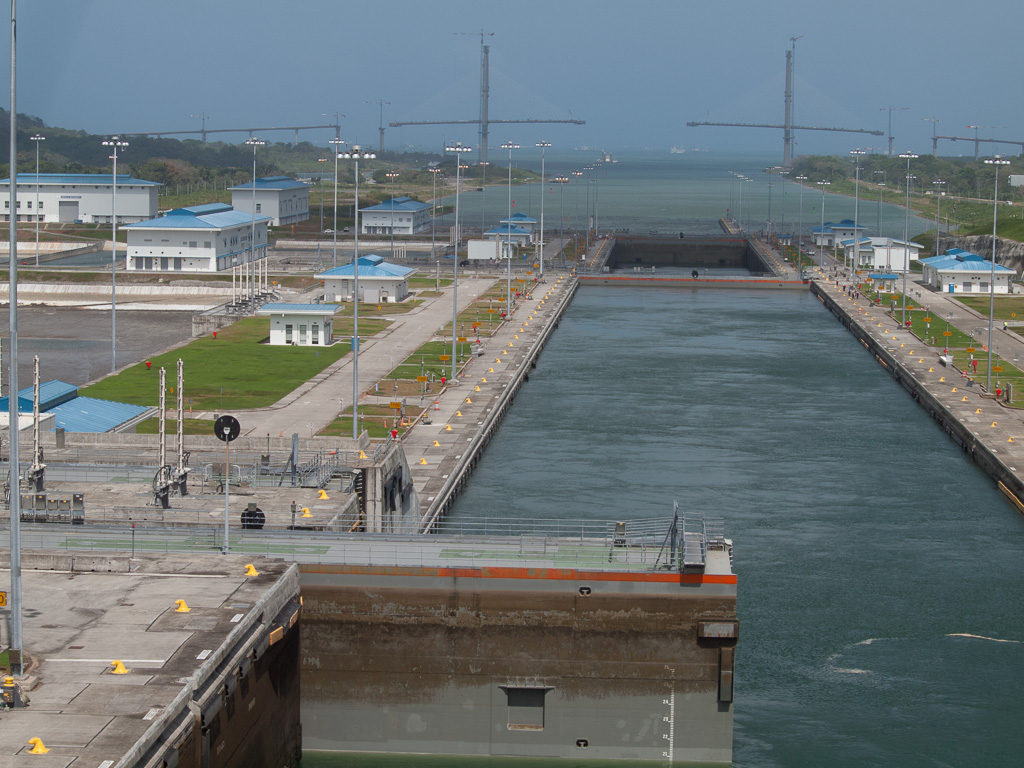
Cầu Đại Tây Dương trong quá trình xây dựng (ngày 1 tháng 2 năm 2018)
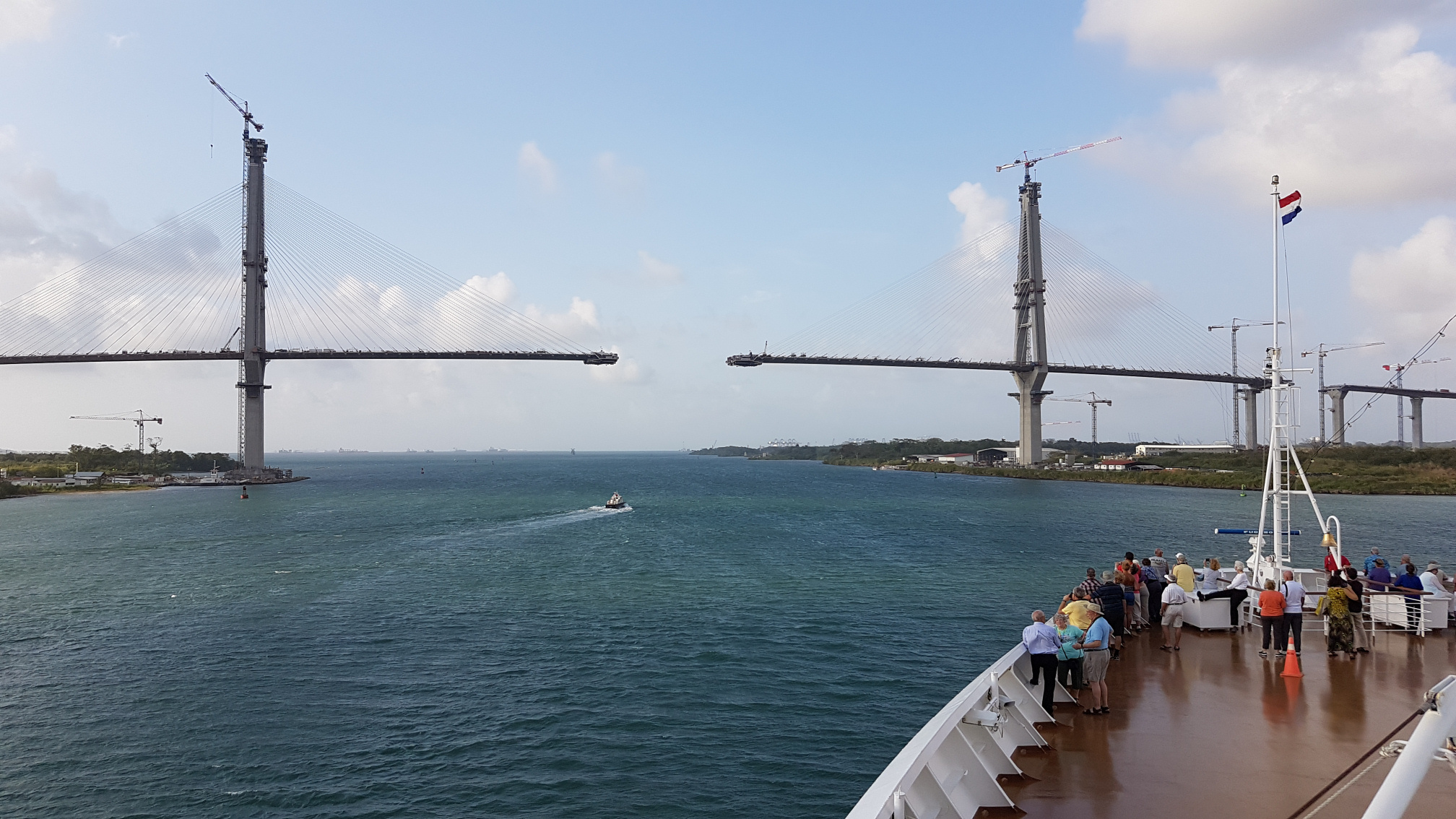
Cầu Đại Tây Dương trong quá trình xây dựng (19 tháng 3 năm 2018)